# Радослав Влашић
Радослав Влашић (Сплит, 11. март 1987) српски је фудбалер.

## Каријера
Влашић је тренирао у краљевачкој школи фудбала „Бубамара 1991”, а своју сениорску каријеру започео као играч локалног Металца. Током лета 2008. године је, заједно с братом Винком, прешао у редове градског ривала, Слоге. Кроз сезону 2008/09. одиграо је 27 утакмица, колико и чувар мреже Владан Ђогатовић, а постигао је и два поготка. Слога је по њеном окончању, као првопласирана на табели, остварила промоцију у Прву лигу Србије. У том такмичењу дебитовао је током сезоне 2009/10. Слога се, међутим, вратила међу српсколигаше већ наредне године. Иако по вокацији штопер, Влашић је коришћен и у шпицу напада. Тако је током такмичарске 2010/11. био стрелац 8 голова у Српској лиги Запад, доприневши поновном пласману у виши степен такмичења. Повремено је изводио слободне ударце и пенале. Каријеру је наставио у ивањичком Јавору. У Суперлиги Србије дебитовао је 5. новембра 2011, против новосадске Војводине, ушавши у игру уместо Зорана Рендулића. Две године касније прешао је у Металац из Горњег Милановца. Годину дана носио је дрес Слоге из Петровца на Млави, а потом и Шумадије 1903 из Крагујевца. Одатле је отишао у Слогу из Пожеге. С том екипом је освојио Српску лигу Запад за сезону 2020/21. и касније учествовао у баражу за попуну Прве лиге против Тимока. Лета 2021. вратио се у Краљево и приступио Карађорђу из Рибнице.

## Трофеји и награде
Слога Краљево
- Српска лига Запад (2) : 2008/09,[9] 2010/11.[13]

Слога Пожега
- Српска лига Запад : 2020/21.[20]